# 我要上太空
《我要上太空》（日語：ふたつのスピカ）是柳沼行原作的日本漫畫作品。其後被動畫化，並於日本放送協會的BS2頻道首播。首播時間為2003年11月1日至2004年3月27日，全20集。香港方面，動畫版由無綫電視翡翠台於2005年4月9日至6月18日首播，劇集版於2009年6月18日開始在NHK播放，全7集。動畫版和劇集版兩者有些內容會不同。

## 劇情簡介
載人宇宙探測火箭「獅子號」失事墜毀，故事主人公鴨川明日美的母親鴨川今日子被捲入事故中，意外身亡，當時明日美只有一歲。五年後，明日美與一位自稱為「拉岸」的宇航員的靈魂相遇。自此以後，明日美便對宇宙產生了興趣，並立志成為一位“火箭駕駛員”。

## 主要人物
- 鴨川明日美　（配音員：矢島晶子 ／林元春／演員：樱庭奈奈美）
夢想成為火箭的司機（宇宙飛機駕駛員）的及以其作為目標而來到東京宇宙學校。純粹積極的女孩子。左撇子。身長約143厘米身材短小，不過跑得很快，英語以外有取滿分的實力（第六集單行本），幾乎背著星的位置和距離（第一集單行本）。母親鴨川今日子是獅子號墜落事件的犧牲者（受災後5年以植物人狀態生存著）。
- 拉岸 （為日語英文：Mr. Lion，故香港電視台譯作"拉岸")，配音員：子安武人／陳卓智）

獅子號飛行員的幽靈。明日美叫他做拉岸先生（台譯獅子先生），原姓高野，是明日美小學時的老師-鈴成由子的原戀人。跟宇喜多萬里香很相似的少女（其實是2024年的宇喜多所複製的對象，在遺傳學上的姐姐）的初戀對象。他頭上戴著獅子公仔頭，如果拿起來的，他就會升天（是在柳沼的第一篇漫畫，2015年綻放的煙火中的獅子先生說的，而未知是否與我要上太空中的設定一樣）。在漫畫裡，明日美小學的時候，到去東京宇宙學校讀書的初期，都留在唯濱（明日美的家鄉，獅子號墜落的地方），直至到鈴成由子在唯濱結婚為止。之後，他就跟隨明日美到東京，住在明日美宿舍裡的雜物房。平時，除了明日美及一些快要離開世界的人（例如：島津武-見"明美的櫻花-單行本3，就沒有其他人看見過他）
拉岸的名字，沒有看過日本動畫或慬日文的粵語人士可能不明白，因為日本人讀的英語不太像英文，故此，拉岸可以當作為日語英文的音譯多於純正英文的音譯。
在動畫版中，最終回，宇喜多万里香、府中野新之介、近江圭、鈴木秋也看到獅子先生。
而高野死後，採用獅子的形象，而在現世中出現，是有解釋。一、高野所乘坐的大空船為獅子號。二、高野的少年時代、與在唯濱療養的宇喜多万里香（遺傳學上的姐姐）一起玩耍時，高野扮演美女與野獸中的野獸（實為王子）與宇喜多一起跳舞，野獸形象是高野用紙做獅子樣子的面具。故有高野=獅子的意義。
- 宇喜多萬里香　（配音員：木村亞希子／陸惠玲／演員：足立梨花）
- 府中野新之介　（配音員：豊永利行／梁偉德／演員：大東駿介）
- 近江圭　（配音員：大浦冬華／曾秀清／演員：高山侑子）
- 鈴木秋　（配音員：甲斐田幸／鄺樹培／演員：中村優一）

## 出版書籍
| 卷數 | Media Factory  | Media Factory          | 東立出版社     | 東立出版社             |
| 卷數 | 發售日期       | ISBN                   | 發售日期       | ISBN                   |
| ---- | -------------- | ---------------------- | -------------- | ---------------------- |
| 1    | 2002年1月31日  | ISBN 4-8401-0428-X     | 2005年5月23日  | ISBN 986-11-5987-8     |
| 2    | 2002年4月30日  | ISBN 4-8401-0440-9     | 2005年5月23日  | ISBN 986-11-5988-6     |
| 3    | 2002年11月30日 | ISBN 4-8401-0468-9     | 2005年6月28日  | ISBN 986-11-5989-4     |
| 4    | 2003年5月31日  | ISBN 4-8401-0490-5     | 2005年6月28日  | ISBN 986-11-5990-8     |
| 5    | 2003年10月31日 | ISBN 4-8401-0906-0     | 2005年7月28日  | ISBN 986-11-5991-6     |
| 6    | 2004年4月30日  | ISBN 4-8401-0944-3     | 2005年7月28日  | ISBN 986-11-5992-4     |
| 7    | 2004年12月31日 | ISBN 4-8401-0984-2     | 2005年11月28日 | ISBN 986-11-5993-2     |
| 8    | 2005年5月31日  | ISBN 4-8401-1307-6     | 2005年12月21日 | ISBN 986-11-7112-6     |
| 9    | 2005年12月31日 | ISBN 4-8401-1349-1     | 2006年4月11日  | ISBN 986-11-7979-8     |
| 10   | 2006年3月31日  | ISBN 4-8401-1377-7     | 2006月7月3日   | ISBN 986-11-8333-7     |
| 11   | 2006年11月30日 | ISBN 4-8401-1635-0     | 2007年5月22日  | ISBN 978-986-11-9326-7 |
| 12   | 2007年3月23日  | ISBN 978-4-8401-1687-9 | 2007年5月29日  | ISBN 978-986-11-9795-1 |
| 13   | 2007年12月22日 | ISBN 978-4-8401-1984-9 | 2008年6月11日  | ISBN 978-986-10-1170-7 |
| 14   | 2008年3月22日  | ISBN 978-4-8401-2205-4 | 2008年8月13日  | ISBN 978-986-10-1577-4 |
| 15   | 2009年6月23日  | ISBN 978-4-8401-2576-5 | 2010年5月11日  | ISBN 978-986-10-3500-0 |
| 16   | 2009年10月23日 | ISBN 978-4-8401-2923-7 | 2010年6月3日   | ISBN 978-986-10-4640-2 |

小說
小說版由動畫導演望月智充執筆撰寫。和原作設定有很大的差異。由原作者柳沼行負責插畫。
- 宇宙へのいちばん星
  - 上卷 - 2004年4月19日發售、ISBN 4-8401-1062-X
  - 下卷 - 2004年4月30日發售、ISBN 4-8401-1080-8

其他書籍
- オフィシャルブック ふたつのスピカ アニメ設定資料集 - 2004年4月19日發售、ISBN 4-8401-1041-7
- ふたつのスピカ イラストブック - 2006年3月31日發售、ISBN 4-8401-1380-7

## 電視動畫

### 製作團隊
- 原作 - 柳沼行
- 監督、系列構成 - 望月智充
- 人物設計 - 後藤真砂子
- 設定考察、概念設計 - 小倉信也
- 美術監督 - 込山明日香
- 色彩設定 - 一瀬美代子
- 數位合成（攝影監督） - 伊藤正弘
- 音響監督 - 鄉田穗積
- 音樂 - 三宅一德
- 動畫製作 - Group TAC
- 動畫製作人 - 桜井宏、橋本淳至
- 製作人 - 森千加代、近藤栄三
- 製作統籌 - 柏木敦子、植原智幸
- 製作、著作 - NHK
- 共同製作 - NHK ENTERPRISE 21、綜合Vision

### 主題曲
片頭曲「Venus Say」
作詞 - 新藤晴一 / 作曲・編曲 - 本間昭光 / 歌 - Buzy
- 正式曲名為「Venus Say…」。

片尾曲「見上げてごらん夜の星を」
作詞 - 永六輔 / 作曲 - 今泉隆雄 / 編曲・歌 - BEGIN

### 各話列表
| 話數   | 日文標題 | 中文標題           | 腳本     | 分鏡       | 演出       | 作畫監督        | 放送日         |
| ------ | -------- | ------------------ | -------- | ---------- | ---------- | --------------- | -------------- |
| 第1話  |          | 射上天的煙花       | 望月智充 | 望月智充   | 佐佐木和宏 | 窪敏            | 2003年 11月1日 |
| 第2話  |          | 明日美的夢想       | 中瀬理香 | 安芸紀子   | 佐佐木勝利 | 我妻宏          | 11月8日        |
| 第3話  |          | 攀星的一步         | 中瀬理香 | 佐藤英一   | 山本裕介   | 古田誠          | 11月15日       |
| 第4話  |          | 遙遠日子的回憶     | 中瀬理香 | 河合夢男   | 柳瀬雄之   | 柳瀬雄之        | 11月22日       |
| 第5話  |          | 媽媽嘅容貌         | 望月智充 | 望月智充   | 萩原露光   | 松田芳明        | 11月29日       |
| 第6話  |          | 完成考試           | 中瀬理香 | 山崎たかし | 木鈴芳     | 山口保則        | 12月6日        |
| 第7話  |          | 宇宙學校入學禮     | 中瀬理香 | 洪憲杓     | 洪憲杓     | 窪敏 長谷部敦志 | 12月13日       |
| 第8話  |          | 個人與眾人的夢想   | 中瀬理香 | 安芸紀子   | 佐佐木勝利 | 吾妻宏          | 12月20日       |
| 第9話  |          | 舊夢中的森林       | 望月智充 | 望月智充   | 大沼心     | 古田誠          | 2004年 1月10日 |
| 第10話 |          | 水中的宇宙         | 中瀬理香 | 山本裕介   | 加藤顕     | 柳瀬雄之        | 1月17日        |
| 第11話 |          | 受傷的羽翼         | 中瀬理香 | 萩原露光   | 萩原露光   | 川口弘明        | 1月24日        |
| 第12話 |          | 屬於二人的葉子星星 | 望月智充 | 望月智充   | 洪憲杓     | 窪敏            | 1月31日        |
| 第13話 |          | 五人的承諾         | 中瀬理香 | 高柳哲司   | 木鈴芳     | 山口保則        | 2月7日         |
| 第14話 |          | 悲苦的笑顏         | 中瀬理香 | 安芸紀子   | 佐々木勝利 | 権允姫          | 2月14日        |
| 第15話 |          | 孤獨者             | 中瀬理香 | 山崎たかし | 太田知章   | 粉川剛          | 2月21日        |
| 第16話 |          | 明日美的櫻花       | 望月智充 | 望月智充   | 山本秀世   | 桜井正明        | 2月28日        |
| 第17話 |          | 求生訓練           | 中瀬理香 | 萩原露光   | 萩原露光   | 川口弘明        | 3月6日         |
| 第18話 |          | 萬里香與萬里香     | 中瀬理香 | 康村諒     | 木鈴芳     | 山口保則        | 3月13日        |
| 第19話 |          | 你能做的事         | 中瀬理香 | 安芸紀子   | 洪憲杓     | 窪敏            | 3月20日        |
| 第20話 |          | 凝視明天           | 望月智充 | 望月智充   | 望月智充   | 後藤真砂子      | 3月27日        |

### 播放期間
- 1回目 - 2003年11月1日 - 2004年3月27日、NHK-BS2、星期六 9時00分 - 9時25分 （衛星動畫劇場 第3頻道）
- 2回目 - 2005年2月3日 - 6月16日、NHK教育、星期四 0時25分 - 0時50分
- 3回目 - 2006年1月13日 - 3月17日、NHK數位教育3ch、星期五 22時00分 - 22時50分 （2話連續×10回）
- 4回目 - 2006年10月16日 - 10月27日、NHK-BS2、平日 5時00分 - 5時50分 （2話連續×10回）
- 5回目 - 2009年6月30日 - 、NHK-BShi、星期二 19時25分 - 19時50分

## 電視劇
- NHK綜合台「Drama 8」於2009年6月18日起，逢星期四20:00 - 20:45（日本時間）播出。

### 演員
- 鴨川明日美：櫻庭奈奈美（兒時：大森絢香）
- 鈴木秋：中村優一
- 府中野新之介：大東俊介（兒時：柴田洸翔）
- 宇喜多萬里香：足立梨花
- 近江圭：高山侑子
- 拝島涼子：本上真奈美（日语：本上まなみ）
- 桐生春樹：向井理
- 宇喜多千里：RIKACO
- 大西耕次郎：Golgo松本（TIM）
- 秋葉吾朗：岡山一（日语：おかやまはじめ）
- 藤井ルミ：霧島麗香
- 鴨川今日子：原史奈
- 鴨川友朗：高嶋政宏
- 塩見敏子：加藤和子（日语：かとうかず子）
- 佐野貴仁：田邊誠一

### 製作團隊
- 製作統籌 - 橘康仁、加賀田透、遠藤理史
- 道具製作人 - 竹内敬明
- 腳本 - 荒井修子、松居大悟
- 演出 - 山本剛義、塚原亞由子
- 音樂 - 梅堀淳
- 攝影協力 - JAXA（宇宙航空研究開發機構）
- 機器協力 - 千葉工業大學 未來機器人技術研究中心
- 映像提供 - JAXA、NASA
- 製作電視台 - NHK ENTERPRISE
- 製作、著作 - NHK、DREAMAX電視台

### 主題曲
- ORANGE RANGE 『瞳の先に』

### 播放集數
| 各話                                                            | 播放日期 | 標題 | 腳本     | 演出       | 收視率 |
| --------------------------------------------------------------- | -------- | ---- | -------- | ---------- | ------ |
| 第1回                                                           | 6月18日  | !    | 荒井修子 | 山本剛義   | 3.4%   |
| 第2回                                                           | 6月25日  |      | 荒井修子 | 塚原あゆ子 | 3.0%   |
| 第3回                                                           | 7月2日   |      | 松居大悟 | 塚原あゆ子 | 3.1%   |
| 第4回                                                           | 7月9日   |      | 松居大悟 | 山本剛義   | 3.2%   |
| 第5回                                                           | 7月16日  |      | 松居大悟 | 山本剛義   | 3.5%   |
| 第6回                                                           | 7月23日  |      | 荒井修子 | 塚原あゆ子 | 3.5%   |
| 最終回                                                          | 7月30日  |      | 荒井修子 | 山本剛義   | 3.1%   |
| 平均收視率 3.2%（收視率參考關東地區、由Video Research進行社調） |          |      |          |            |        |

## 外部連結
- 我要上太空（NHK官方網頁）（日文,動畫）
- 我要上太空（NHK官方網頁）（日文,電視劇集）